# Pyromania (Album)
Pyromania (englisch für: „Pyromanie“ (Brandstiftungstrieb)) ist das dritte Studioalbum der britischen Hard-Rock-Band Def Leppard. Es wurde, wie schon das Vorgängeralbum, von Robert John „Mutt“ Lange produziert.

## Hintergrund
Der bisherige Gitarrist Pete Willis wurde während der Aufnahmen wegen seines übermäßigen Alkoholkonsums aus der Band geworfen und durch Phil Collen ersetzt. Daher wurden sämtliche Rhythmus-Gitarren-Tracks noch von Pete Willis eingespielt.

## Titelliste
1. Rock Rock (Till You Drop) (Steve Clark, Rick Savage, Robert John „Mutt“ Lange, Joe Elliott) – 3:52
2. Photograph (Steve Clark, Pete Willis, Rick Savage, Robert John „Mutt“ Lange, Joe Elliott) – 4:12
3. Stagefright (Rick Savage, Joe Elliott, Robert John „Mutt“ Lange) – 3:46
4. Too Late for Love (Steve Clark, Robert John „Mutt“ Lange, Pete Willis, Rick Savage, Joe Elliott) – 4:30
5. Die Hard the Hunter (Robert John „Mutt“ Lange, Steve Clark, Rick Savage, Joe Elliott) – 6:17
6. Foolin’ (Steve Clark, Robert John „Mutt“ Lange, Joe Elliott) – 4:32
7. Rock of Ages (Steve Clark, Robert John „Mutt“ Lange, Joe Elliott) – 4:09
8. Comin’ Under Fire (Robert John „Mutt“ Lange, Steve Clark, Pete Willis, Joe Elliott) – 4:20
9. Action! Not Words (Robert John „Mutt“ Lange, Steve Clark, Joe Elliott) – 3:49
10. Billy’s Got a Gun (Steve Clark, Rick Savage, Pete Willis, Joe Elliott, Robert John „Mutt“ Lange) – 5:56

### Disc 2 (Deluxe Edition)
Die im Jahr 2006 veröffentlichte Deluxe Edition enthält als Bonus ein (stark geschnittenes) Live-Konzert aus dem L.A. Forum vom 11. September 1983:
1. Rock! Rock! (Till You Drop) (Steve Clark, Rick Savage, Robert John „Mutt“ Lange, Joe Elliott)
2. Rock Brigade (Rick Savage, Steve Clark, Joe Elliott)
3. High ’n’ Dry (Saturday Night) (Joe Elliott, Steve Clark, Rick Savage)
4. Another Hit and Run (Joe Elliott, Rick Savage)
5. Billy’s Got a Gun (Steve Clark, Rick Savage, Pete Willis, Joe Elliott, Robert John „Mutt“ Lange)
6. Mirror Mirror (Look into My Eyes) (Joe Elliott, Steve Clark, Rick Savage)
7. Foolin’ (Steve Clark, Robert John „Mutt“ Lange, Joe Elliott)
8. Photograph (Steve Clark, Pete Willis, Rick Savage, Robert John „Mutt“ Lange, Joe Elliott)
9. Rock of Ages (Steve Clark, Robert John „Mutt“ Lange, Joe Elliott)
10. Bringin’ On the Heartbreak (Joe Elliott, Pete Willis, Steve Clark)
11. Switch 625 (Steve Clark)
12. Let It Go (Joe Elliott, Pete Willis, Steve Clark)
13. Wasted (Steve Clark, Joe Elliott)
14. Stagefright (Rick Savage, Joe Elliott, Robert John „Mutt“ Lange)
15. Travellin’ Band (John Fogerty) (feat. Brian May)

## 40th Anniversary Collection
Zum 40-jährigen Jubiläum des Albums veröffentlichte Def Leppard am 26. April 2024 eine umfangreiche Neuauflage von "Pyromania". Die "40th Anniversary Deluxe Edition" umfasst 4 CDs und eine Blu-ray Disc mit Blu-Ray Atmos Mix. Neben dem remasterten Originalalbum enthält die Edition eine "Rough Mix"-Version des gesamten Albums sowie zwei CDs mit Live-Aufnahmen von der "Pyromania"-Tour 1983. Darunter befinden sich sechs Songs, die bei einem Konzert in Deutschland aufgenommen wurden, sowie ein vollständiges Konzert aus Los Angeles. Die Jubiläumsausgabe erschien in verschiedenen Formaten, darunter eine die Deluxe Edition (4 CDs + Blu-ray), eine 2-CD-Version und mehrere Vinyl-Editionen, einschließlich einer limitierten 2LP-Ausgabe und einer Half-Speed Master 1LP-Version. Besonders hervorzuheben ist die "Rough Mix"-Version des Albums, die einen etwas härteren Sound bietet und Joe Elliotts Gesang stärker in den Vordergrund rückt. Die Vinyl-Versionen wurden einem neuen Half-Speed Mastering unterzogen, um eine optimale Klangqualität zu gewährleisten. Zusätzlich zur Musik wurde auch spezielles "Pyromania"-Merchandise wie T-Shirts, eine Bomberjacke und ein Feuerzeug im Zippo-Stil veröffentlicht.

## Rezeption und Nachwirkung
2004 wählte der Rolling Stone das Album auf Platz 384 der „500 besten Alben aller Zeiten“ (Ausgabe 2003). Auf der Liste von 2012 war es nicht mehr enthalten. Außerdem erreichte es Platz 52 der „100 Greatest Metal Albums of All Time“ und auf Platz 62 der 100 besten Alben der Achtziger. Das Album hat zehnfachen Platinstatus in den USA erreicht.
Das Magazin Rock Hard setzte das Album im Jahr 2007 auf Platz 92 seiner aus 500 Rock- und Metalalben bestehenden Bestenliste. Als bestplatziertes Album der Gruppe in selbiger Liste stand es damit nur einen Platz vor dem Vorgänger High ’n’ Dry. In einem Review von Thomas Kupfer aus demselben Magazin hieß es, Hits „wie Rock of Ages, Too Late for Love oder Photograph“ gehörten „zum Besten, was der melodische Hardrock bis heute hervorgebracht hat, und haben auch Jahre nach ihrer Veröffentlichung nichts von ihrer Ausstrahlung eingebüßt. Nicht anders verhält es sich mit den beiden besten, weil ungewöhnlich dramatisch aufgebauten Tracks Die Hard the Hunter und Billy’s Got a Gun, die deutlich machen, dass sich Def Leppard zu keiner Zeit einer simpel strukturierten Songwriting-Formel unterworfen haben. Genau diese unerwartete Spontanität ist es, die den Unterschied zwischen einem sehr guten Album und einer Weltklasse-Scheibe wie Pyromania ausmacht.“
Das prägnante Intro von Rock of Ages mit den deutschklingenden Nonsens-Wörtern "Gunter, glieben, glauchen, globen" wurde von der Band The Offspring als Intro für ihren Song Pretty Fly (for a White Guy) vom Album Americana übernommen.
Die direkt darauf folgenden Zeilen "I've got something to say / it's better to burn out / than to fade away" wurden 1986 im Film Highlander dem Schurken Kurgan in den Mund gelegt.

## Kommerzieller Erfolg

### Chartplatzierungen

#### Album
Das Album war besonders in den Vereinigten Staaten ein großer Erfolg, wo es mit Platz 2 nur knapp die Spitze der Albencharts verfehlte. Außerdem konnten sich die Singleauskopplungen Photograph, Rock of Ages und Foolin’ in den Billboard-Charts platzieren und Too Late die britischen Charts erreichen. In Europa war das Album weniger erfolgreich, es erreichte lediglich Platz 23 der Charts in Schweden. In Neuseeland erreichte es Platz 26. In Deutschland und der Schweiz platzierte es sich erstmals nach einer Wiederveröffentlichung 2024.
| ChartsChartplatzierungen       | Höchstplatzierung | Wochen |
| ------------------------------ | ----------------- | ------ |
| Deutschland (GfK)              | 20 (1 Wo.)        | 1      |
| Schweiz (IFPI)                 | 45 (1 Wo.)        | 1      |
| Vereinigte Staaten (Billboard) | 2 (124 Wo.)       | 124    |
| Vereinigtes Königreich (OCC)   | 18 (8 Wo.)        | 8      |

#### Singles
| Jahr | Titel        | Höchstplatzierung, Gesamtwochen, AuszeichnungChartplatzierungen (Jahr, Titel, , Platzierungen, Wochen, Auszeichnungen, Anmerkungen) | Höchstplatzierung, Gesamtwochen, AuszeichnungChartplatzierungen (Jahr, Titel, , Platzierungen, Wochen, Auszeichnungen, Anmerkungen) | Anmerkungen                             |
| Jahr | Titel        | UK | US | Anmerkungen                             |
| ---- | ------------ | --- | --- | --------------------------------------- |
| 1983 | Photograph   | UK66 (4 Wo.)UK | US12 (17 Wo.)US | Erstveröffentlichung: 22. Januar 1983   |
| 1983 | Rock of Ages | UK41 (4 Wo.)UK | US16 (15 Wo.)US | Erstveröffentlichung: 13. August 1983   |
| 1983 | Foolin’      | — | US28 (14 Wo.)US | Erstveröffentlichung: 1983              |
| 1983 | Too Late     | UK86 (2 Wo.)UK | — | Erstveröffentlichung: 26. November 1983 |

### Auszeichnungen für Musikverkäufe
| Land/Region                  | Auszeichnungen für Musikverkäufe (Land/Region, Auszeichnung, Verkäufe) | Verkäufe   |
| ---------------------------- | ---------------------------------------------------------------------- | ---------- |
| Frankreich (SNEP)            | Gold                                                                   | 100.000    |
| Kanada (MC)                  | 7× Platin                                                              | 700.000    |
| Neuseeland (RMNZ)            | Platin                                                                 | 20.000     |
| Vereinigte Staaten (RIAA)    | Diamant                                                                | 10.000.000 |
| Vereinigtes Königreich (BPI) | Silber                                                                 | 60.000     |
| Insgesamt                    | 1× Silber · 1× Gold · 8× Platin · 1× Diamant ·                         | 10.880.000 |

Hauptartikel: Def Leppard/Auszeichnungen für Musikverkäufe